# 지하드 알니카
지하드 알니카(아랍어: جهاد النكاح, 영어: jihad al-nikah), 성적 지하드, 섹스 지하드는 이슬람의 여성이 지하드를 실천하기 위해 남자 전사에게 성을 제공하는 것이다. 일부 와하브파에서는 이런 행동이 지하드의 실천이라고 주장한다.
국제 테러단체 이슬람 국가는 지하드 알니카가 지하드의 실천이라고 주장하는 대표적인 단체이다. 서방 국가 여성중에도 이슬람 국가에 선동당해 자발적으로 지하드 알니카에 참여하려고 가담하는 경우가 있다. 하지만 IS에서 지하드 알니카에 참여한다는 여성들은 강제로 동원당한 경우가 더 많다. 테러단체인 이슬람 국가(IS)는 점령지에서 주민들에게 지하드 알니카에 참여할 것을 강요하고, 거부하면 학살을 하거나 추방하는 만행을 저지르고 있다.

## 같이 보기
- 위안부